# Theunis Heukels
Theunis Heukels (Lollum, 18 april 1880 - Rotterdam, 13 januari 1953) was een uit Friesland afkomstige schooldirecteur en antirevolutionair politicus.
Theunis Heukels was een zoon van het schoolhoofd Nicolaas Heukels en Baukje Marra. Tijdens zijn lagere school verhuisde hij naar Capelle aan den IJssel, en hij ging bij Instituut Van Beek in Rotterdam naar de middelbare school, waarna hij naar de gereformeerde Kweekschool voor onderwijzers in Amsterdam ging en zijn lager onderwijsakten Frans en Engels haalde, en de hoofdakte Frans en Engels. Hij werkte als docent bij een m.u.l.o.-school in Amsterdam en Rotterdam, tot hij van 1903 tot 1916 directeur was van de Prins Mauritsschool in Rijswijk. In 1903 trouwde hij in Capelle aan den IJssel met Helena Vuyk, met wie hij negen kinderen kreeg. Hij werkte van 1916 tot 1925 als chef administratie bij de scheepwervenfirma 'A Vuyk en Zonen'. Helena overleed al in 1927, en in 1928 hertrouwde hij in Rotterdam met Maria Nelly Maan.
Van 1919 tot 1925 was Heukels gemeenteraadslid in Rotterdam, en van 1923 tot 1941 lid van de Provinciale Staten van Zuid-Holland. Van 1922 tot 1925 was hij lid van de Tweede Kamer der Staten-Generaal, waar hij slechts enkele malen sprak; hoofdzakelijk over onderwijsaangelegenheden en eenmaal over de begroting voor het Zuiderzeefonds. In 1925 werd hij gedeputeerde bij Zuid-Holland, wat hij zou blijven tot 1941 (Tweede Wereldoorlog), en na de bevrijding was hij nog een jaartje tijdelijk lid van Gedeputeerde Staten. In 1928 keerde hij nog terug als Tweede Kamerlid na het overlijden van een gekozen vertegenwoordiger en het niet-aanvaarden door twee anderen, en combineerde hij het Kamerlidmaatschap met zijn functie als gedeputeerde voor een jaar.